# Fageiella ensigera
Fageiella ensigera är en spindelart som beskrevs av Christa L. Deeleman-Reinhold 1974. Fageiella ensigera ingår i släktet Fageiella och familjen täckvävarspindlar.
Artens utbredningsområde är Serbien. Inga underarter finns listade i Catalogue of Life.